# Centella eriantha
Centella eriantha är en flockblommig växtart som beskrevs av Carl Georg Oscar Drude. Centella eriantha ingår i släktet centellor, och familjen flockblommiga växter. Inga underarter finns listade i Catalogue of Life.